# Adolf Jellinek
Adolf Jellinek (hebrejsky אהרן ילינק‎, Aharon Jelinek, 26. června 1821 Drslavice – 28. prosince 1893 Vídeň) byl nekonvenční vídeňský vrchní rabín a židovský učenec, autor teologických spisů. Bývá považován za největšího židovského kazatele 19. století. Publikováno bylo na 200 jeho kázání. Jeho nejvýznamnější psaná díla se týkají výkladu Písma (midraš), dále jde o spisy psychologické a homiletické. Zabýval se také historií Kabaly.
Po působení v Lipsku v letech 1845 až 1856 byl rabínem ve Vídni, kde se stal rovněž mluvčím liberálních Židů. Vrchním rabínem byl Jellinek zvolen roku 1892, i poté se však považoval jen za kazatele.
Jellinek odmítal sionismus, protože podle něj potvrzoval antisemitské přesvědčení o tom, že židé jsou v evropské společnosti cizorodým prvkem. Sám středoevropské židy považoval za nositele německého jazyka a kultury. Podporoval také zavádění nových prvků do náboženských obřadů, například využití varhan v synagogách, čímž chtěl přitáhnout „nábožensky vlažné“. Za židy uznával i neobřezané chlapce. Jeho názory mu tak přinášely kritiku konzervativců.

## Rodina
Adolfovou manželkou byla Rosalie Bettelheim (1832–1892). Nevedla košer domácnost. Jejich nejstarší syn Georg se stal profesorem mezinárodního práva v Heidelbergu. Druhý syn Max Hermann (1868–1938) byl profesorem německé filologie na Vídeňské univerzitě a od roku 1919 také členem Rakouské akademie věd. Jejich třetí syn Emil Jellinek (1853–1918) se stal bohatým obchodníkem. Jméno Adolfovy vnučky, Emilovy dcery Mercedes, nesou automobily řady Mercedes-Benz.

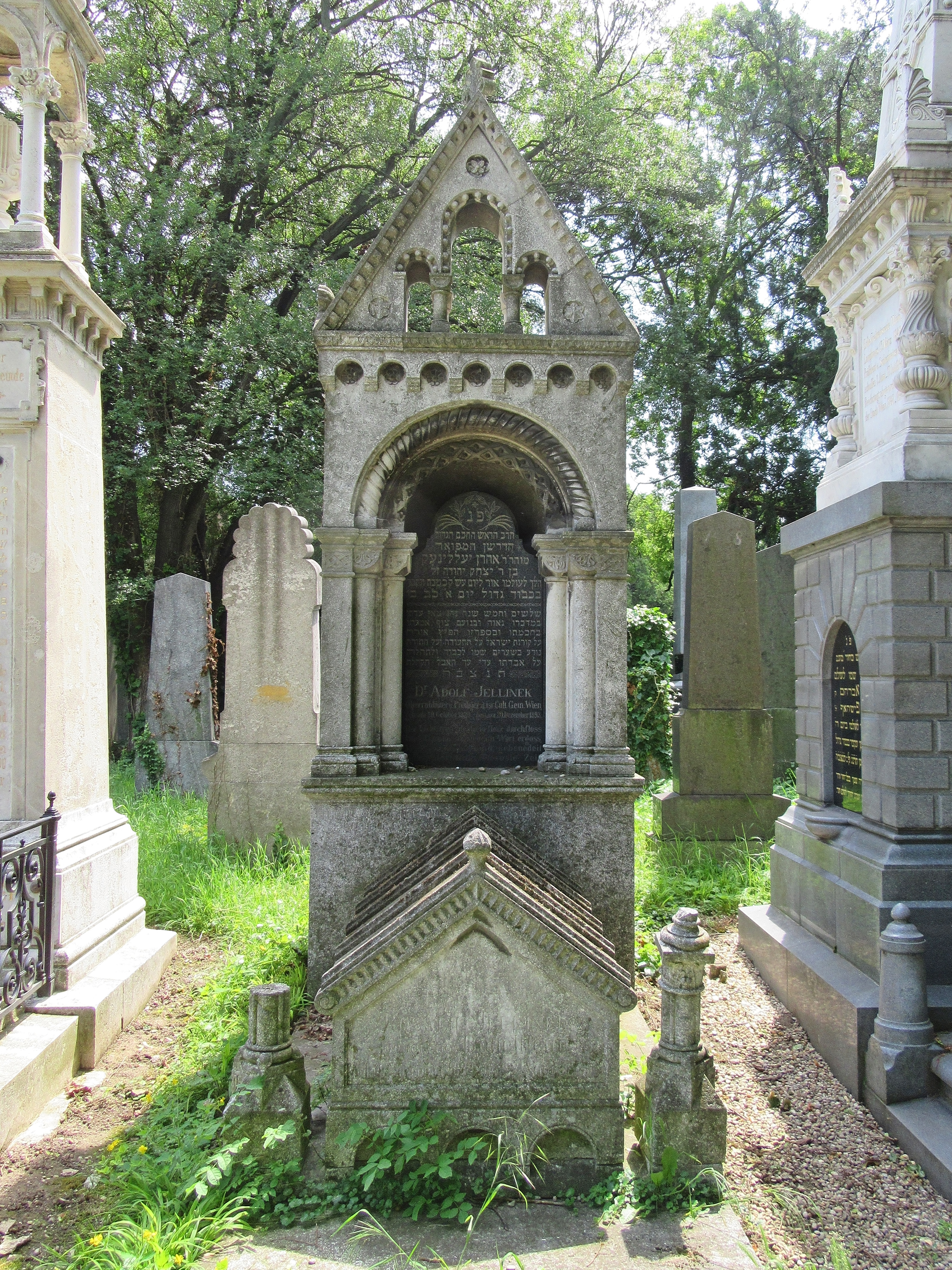
Hrob v židovské části vídeňského ústředního hřbitova

Adolfův bratr Hermann byl ve věku 26 let popraven kvůli svému angažmá ve vídeňském povstání v říjnu 1848. Jeho další bratr Moritz (1823–1883) byl uznávaný ekonom, zakladatel Budapešťské tramvajové společnosti a prezident plodinové burzy.